# Brigitte Engerer
Brigitte Engerer (27. října 1952 Tunis, Francouzský protektorát Tunisko – 23. června 2012 Paříž, Francie) byla francouzská klavíristka. Proslula zejména jako interpretka děl Čajkovského, Schumanna, Saint-Saënse, ale i Chopina, Beethovena, Rachmaninova a jiných.
Narodila se v Tunisu a s hudbou začala v pěti letech. Studovala na Conservatoire national supérieur de musique et de danse de Paris. Poté devět let studovala na Moskevské státní konzervatoři pod vedením Stanislava Neuhause.
V roce 1980 dostala její kariéra určující směr, když ji Herbert von Karajan pozval, aby hrála s Berlínskou filharmonií. Vystupovala později také s Bostonským symfonickým orchestrem, Newyorskou filharmonií nebo Pařížským orchestrem. Z dirigentů si ji oblíbili Mstislav Rostropovič nebo Zubin Mehta. Vedle recitálů a koncertů působila jako pedagožka na pařížské konzervatoři.
Jejím prvním manželem byl spisovatel Yann Queffélec, s nímž měla dceru Leonore. S druhým manželem Xavierem Forteauem měla syna Harolda. Naposled vystoupila 12. června 2012 v Paříži s programem od Schumanna. O 11 dní později podlehla rakovině, s níž několik let bojovala.